# زوینگر

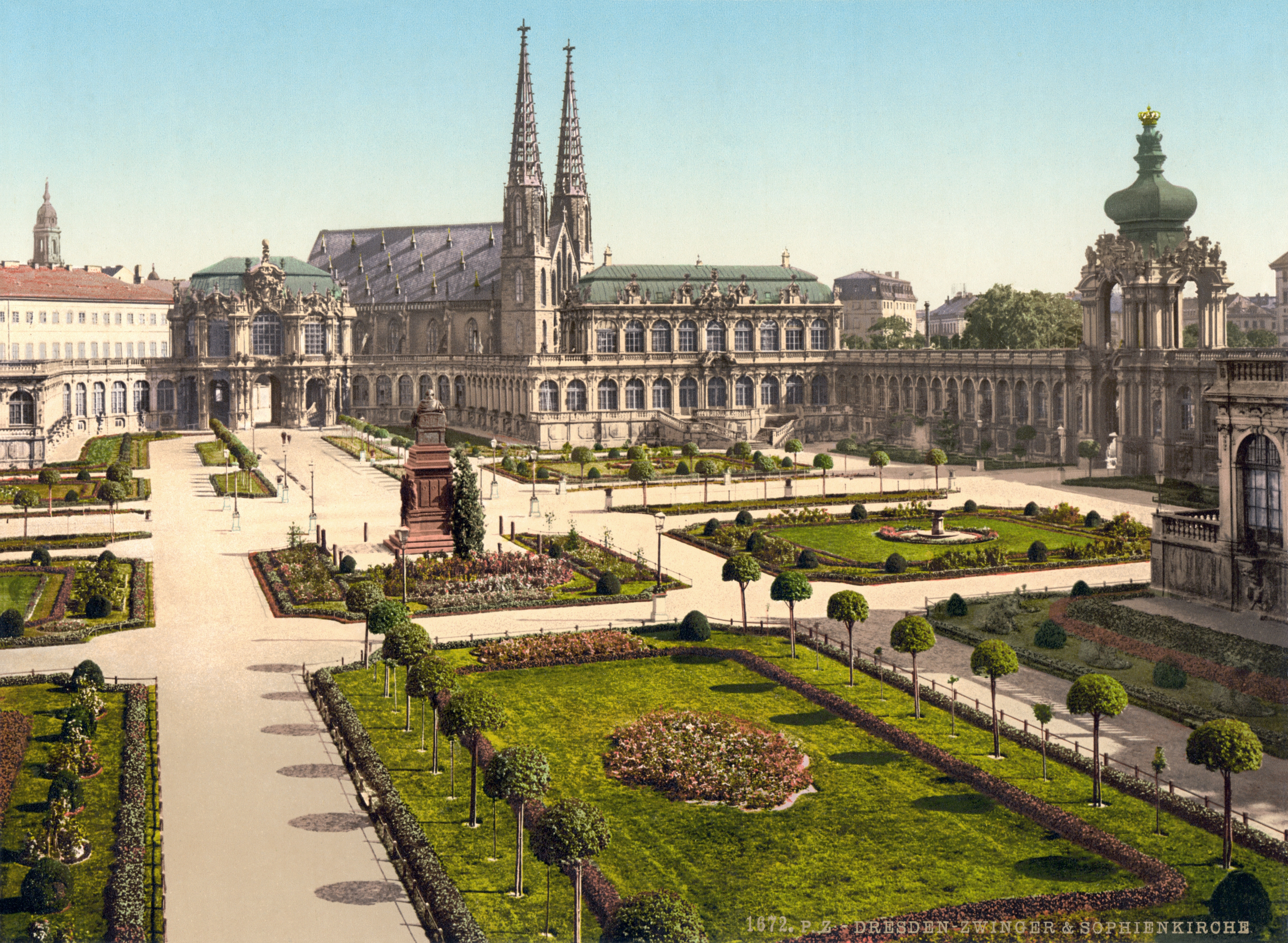
پارک زوینگر و چاپ فتوکروم یادبود در حدود سال ۱۸۹۵

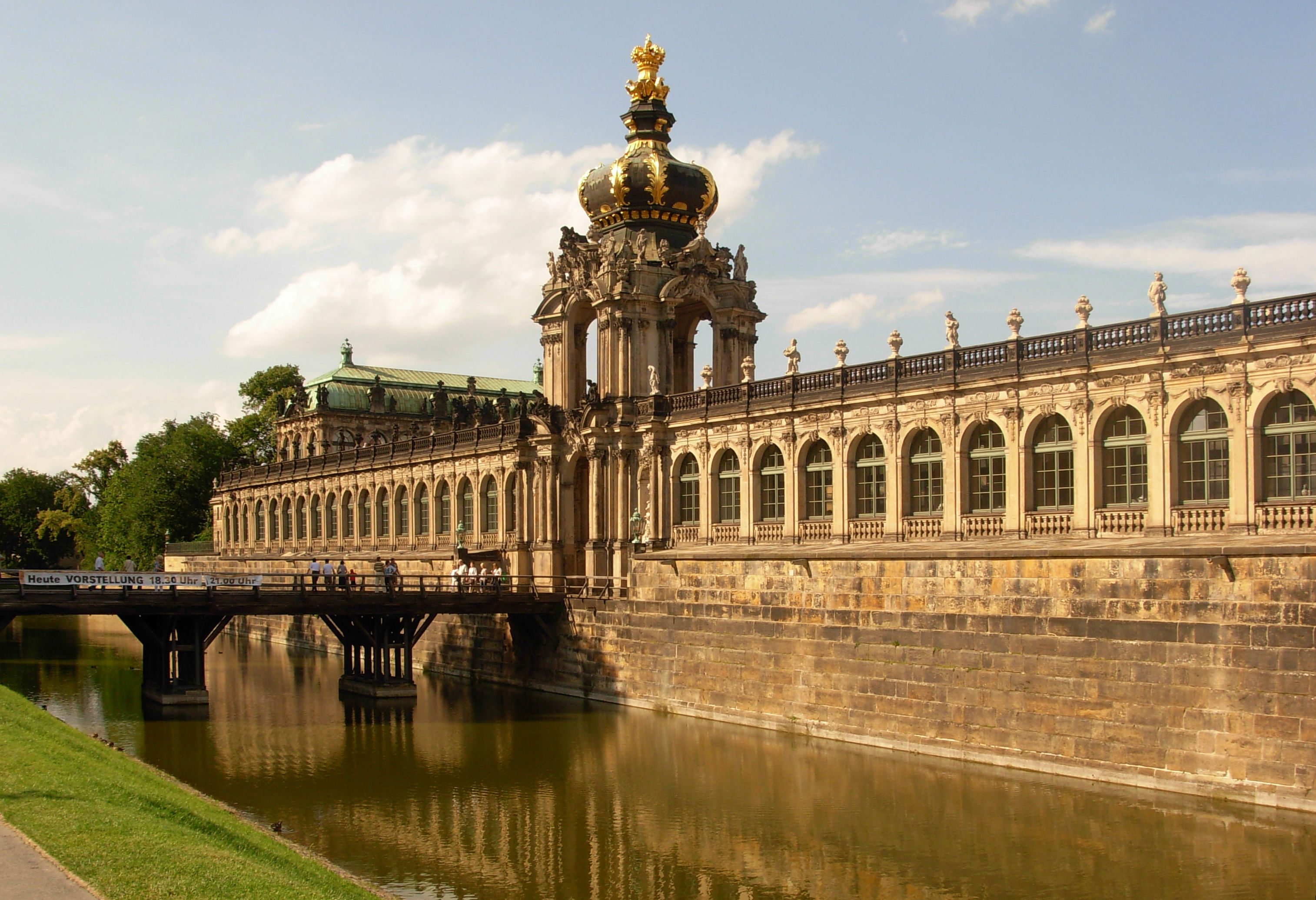
دروازه تاج با گالری‌های طولانی که در دو طرف مجاور هستند

زوینگر (آلمانی: Dresdner Zwinger) یک مجموعه کاخ با باغ در درسدن آلمان است. این بنا که توسط معمار ماتئوس دانیل پپلمان طراحی شده است، یکی از مهم‌ترین بناهای دوره باروک در آلمان است. در کنار فرون کریچ، زوینگر مشهورترین بنای معماری درسدن است.

## تاریخچه

### منشأ نام

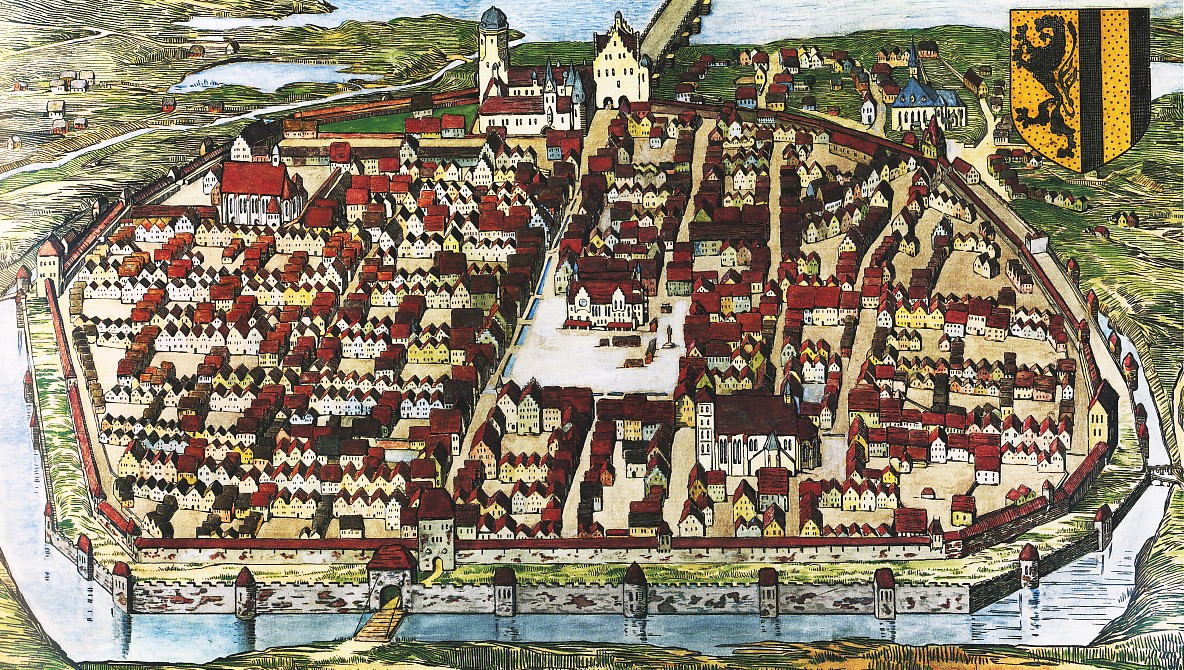
درسدن قبل از ۱۵۱۹ با مسیر رودخانه وایسریتز (بالا سمت چپ)

نام زوینگر به اصطلاح رایج قرون وسطایی آلمانی برای بخشی از استحکامات بین دیوارهای دفاعی بیرونی و داخلی برمی‌گشت. شواهد باستان‌شناسی نشان می‌دهد که ساخت اولین دیوار شهر در ربع پایانی قرن دوازدهم انجام شده است. یک مدخل مستند به عنوان سیویتاس در سال ۱۲۱۶ به وجود یک استحکامات محصور درسدن در آن زمان اشاره می‌کند. در سال ۱۴۲۷، در طول جنگ‌های هوسیت، کار بر روی تقویت نیروهای دفاعی شهر آغاز شد و آنها با دیوار دوم - بیرونی - تقویت شدند. قدم به قدم باید خندق قدیمی پر و جابه‌جا می‌شد. منطقه بین دو دیوار به‌طور کلی به عنوان زوینگر نامیده می‌شد و در مجاورت قلعه توسط دربار سلطنتی درسدن برای اهداف باغ مورد استفاده قرار می‌گرفت. مکان به اصطلاح باغ زوینگر مربوط به آن دوره به‌طور دقیق مشخص نیست که بین استحکامات ضلع غربی شهر قرار دارد. وسعت آن در مکان‌ها در نتیجه بهبودهای بعدی در استحکامات متفاوت بوده و در نقشه‌های مختلف به شکل متفاوتی به تصویر کشیده شده است.

### تاریخ اولیه

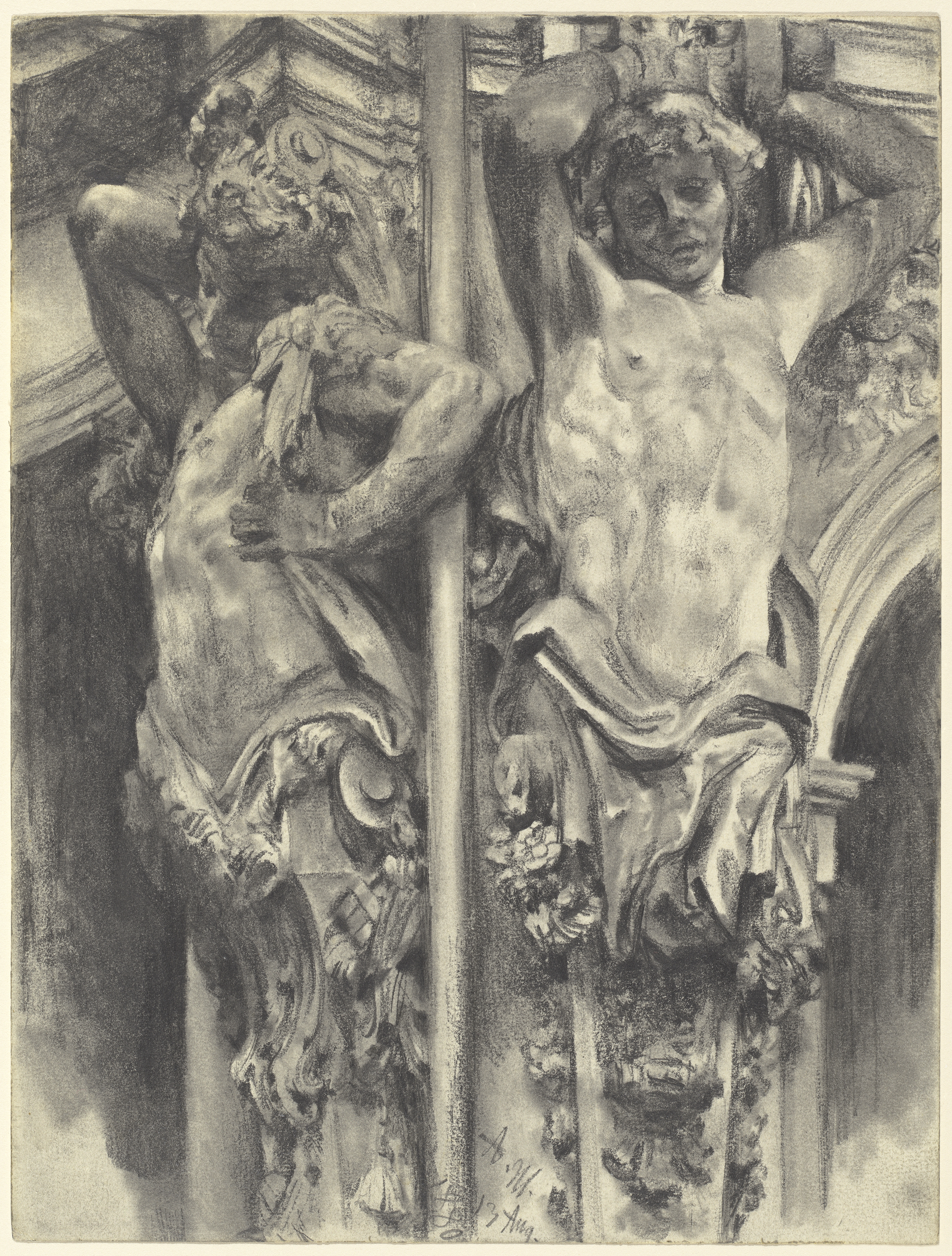
آدولف منزل، اطلس‌ها بر روی دیوار زوینگر درسدن، ۱۸۸۰، NGA 139216، گالری ملی هنر

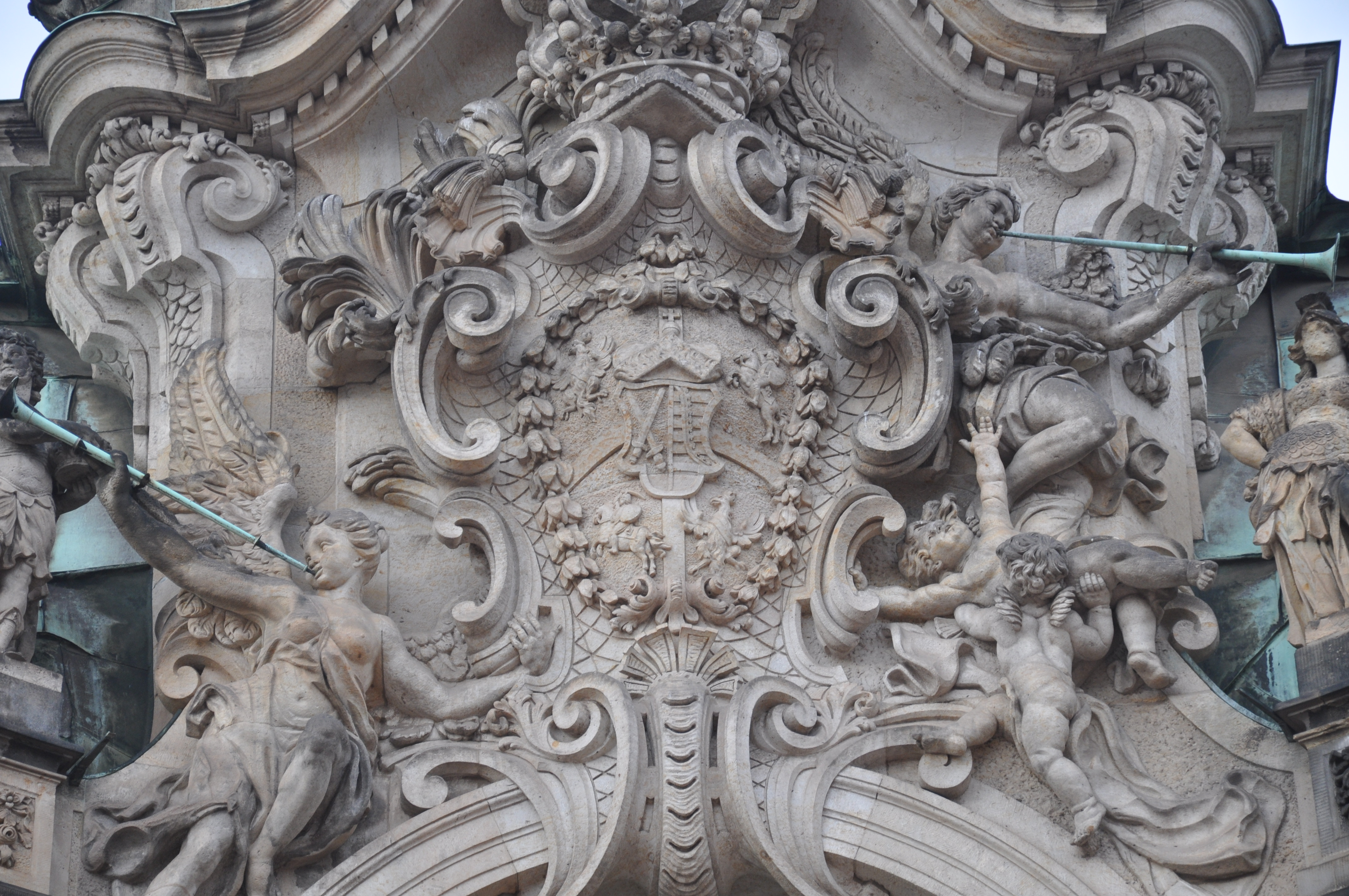
نشان مشترک المنافع لهستان-لیتوانی در والپاویلون

مرگ آگوستوس در سال ۱۷۳۳ ساخت و ساز پروژه را متوقف کرد زیرا بودجه آن در جای دیگری مورد نیاز بود. محوطه کاخ به سمت میدان سمپرپر (میدان تئاتر) و رودخانه باز بود. بعداً نقشه‌ها به مقیاس کوچکتر تغییر یافت و در سالهای ۱۸۵۵ –۱۸۴۷ این منطقه با ساخت بال گالری بسته شد. معمار این ساختمان که بعدها گالری سمپر نام گرفت، گوتفرید سمپر بود.

### تخریب و بازسازی

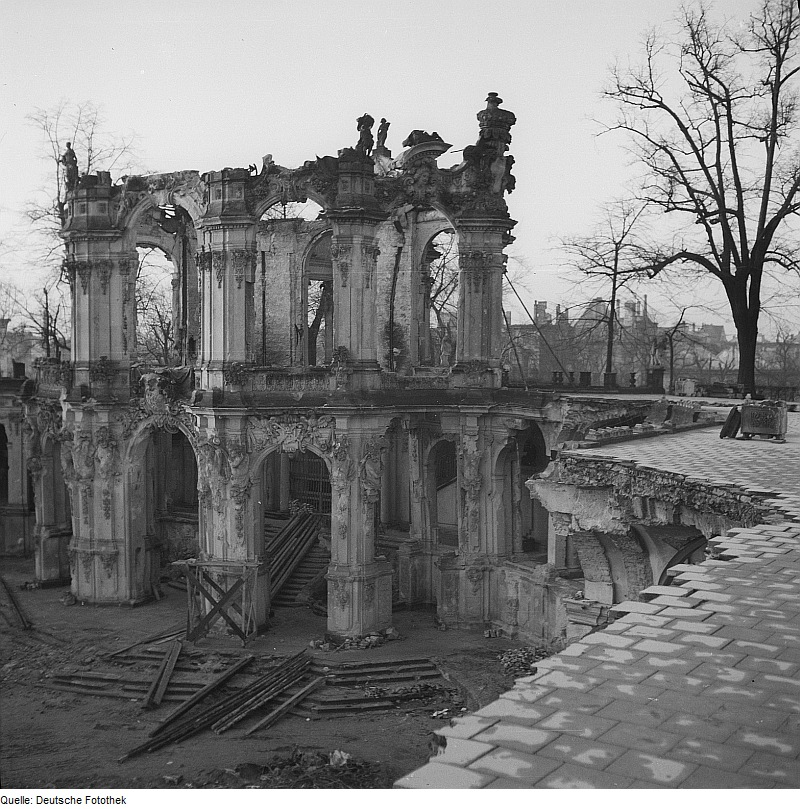
خرابه‌های غرفه دیوار در سال ۱۹۴۵

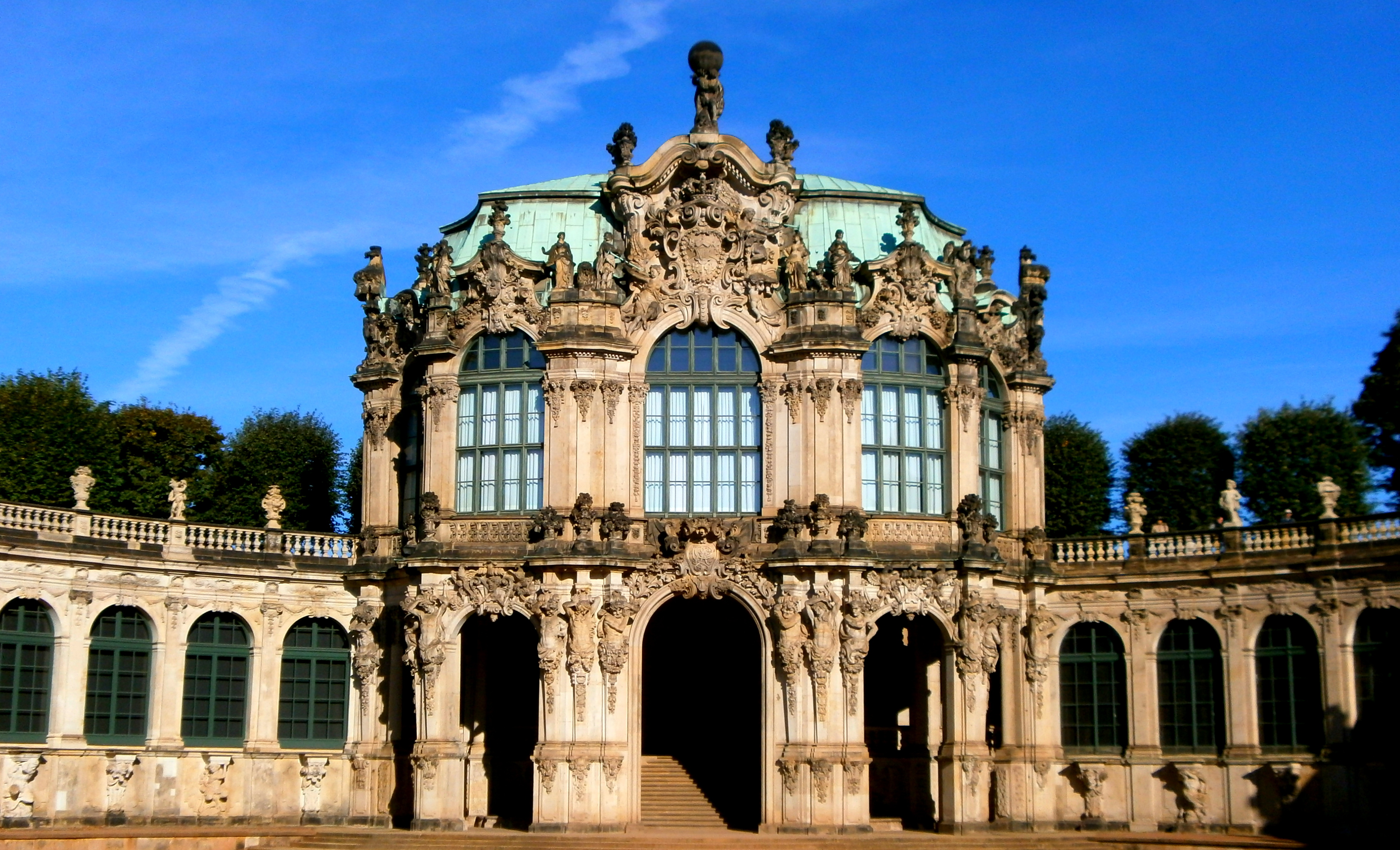
آلاچیق دیواری در سال ۲۰۱۳

این ساختمان در جریان بمباران درسدن در جنگ جهانی دوم ۱۳ تا ۱۵ فوریه ۱۹۴۵ ویران شد. البته مجموعه هنری قبلاً تخلیه شده بود. بازسازی ساختمان با حمایت اداره نظامی شوروی، در سال ۱۹۴۵ آغاز شد. بخش‌هایی از مجموعه بازسازی شده در سال ۱۹۵۱ به روی عموم باز شد. تا سال ۱۹۶۳ زوینگر تا حد زیادی به حالت قبل از جنگ بازگردانده شد.